# Бетус
Бету́с (фр. Bétous) — коммуна во Франции, находится в регионе Юг — Пиренеи. Департамент — Жер. Входит в состав кантона Ногаро. Округ коммуны — Кондом.
Код INSEE коммуны — 32049.

## География

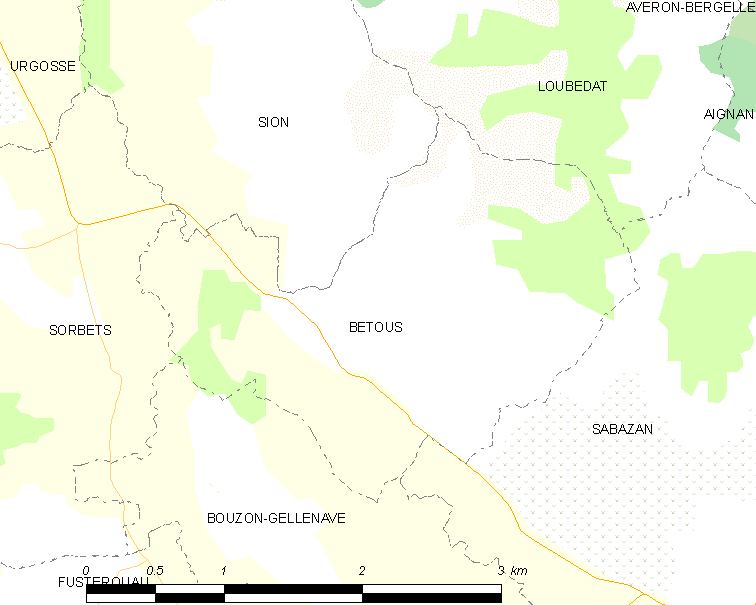
Карта коммуны

Коммуна расположена приблизительно в 600 км к югу от Парижа, в 115 км западнее Тулузы, в 50 км к западу от Оша.
На юго-западе коммуны протекают реки Миду и Петит-Мидур.

## Климат
Климат умеренно-океанический. Лето жаркое и немного дождливое, температура часто превышает 35 °С. Зимой часто бывает отрицательная температура и ночные заморозки. Годовое количество осадков — 700—900 мм.

## Население
Население коммуны на 2010 год составляло 97 человек.
| 1962 | 1968 | 1975 | 1982 | 1990 | 1999 | 2010 |
| ---- | ---- | ---- | ---- | ---- | ---- | ---- |
| 85   | 94   | 52   | 53   | 55   | 74   | 97   |

## Администрация
| Период | Период | Фамилия          | Партия       | Примечания |
| ------ | ------ | ---------------- | ------------ | ---------- |
| 2001   | 2008   | Мишель Сен-Винь  | Разные левые |            |
| 2014   | 2020   | Жан-Мари Мангель |              |            |

## Экономика
В 2010 году среди 61 человека трудоспособного возраста (15-64 лет) 39 были экономически активными, 22 — неактивными (показатель активности — 63,9 %, в 1999 году было 72,5 %). Из 39 активных жителей работало 36 человек (17 мужчин и 19 женщин), безработных было 3 (2 мужчин и 1 женщина). Среди 22 неактивных 5 человек были учениками или студентами, 8 — пенсионерами, 9 были неактивными по другим причинам.